# Acer triflorum
Acer triflorum é uma espécie de árvore do gênero Acer, pertencente à família Aceraceae.